# Tausart
Tausart (en árabe: توسارت‎, en francés: Taoussart) es una localidad marroquí perteneciente al municipio de Ruadi, en la región de Tánger-Tetuán-Alhucemas. Desde 1912 hasta 1956 perteneció a la zona norte del Protectorado español de Marruecos.